# Aslak Wilhelm Jensen
Aslak Wilhelm Jensen, auch Aslak Vilhelm Jensen (* 14. Februar 1975 in Qasigiannguit) ist ein grönländischer Politiker (Siumut).

## Leben
Aslak Wilhelm Jensen ist Fischer und Jäger und wurde am Imarsiornermik Ilinniarfik in Paamiut zum Schiffsassistenten ausgebildet. Daneben ist er Biologieassistent bei der Verwaltung der Rentierbestände in Grönland. Mit seiner Frau hat er fünf Kinder.
Er kandidierte bei der Parlamentswahl 2021 und erhielt auf Anhieb die drittmeisten Stimmen aller Kandidaten seiner Partei und zog damit ins Inatsisartut ein. Im Juli 2021 wurde bekannt, dass er im März 2017 eine Kommunalbeamte telefonisch bedroht hatte, wofür er angezeigt wurde. Im September wurde seine Parlamentarische Immunität aufgehoben. Am 17. Januar 2022 wurde er zu 20 Tagen Gefängnis auf Bewährung verurteilt. Aslak Jensen ging in Berufung und wollte sich zudem bis zum Ende des Gerichtsverfahrens im Inatsisartut beurlauben lassen, was vom Parlamentspräsidium jedoch abgelehnt wurde, da die hierfür geltenden Bedingungen nicht erfüllt seien. Im September 2022 trat er aus dem Inatsisartut aus. Anschließend ließ er auch sein Berufungsverfahren beenden und akzeptierte das Urteil.
Seit Oktober 2021 war er Vizevorsitzender der Fischer- und Jägerorganisation KNAPK. Im März 2024 wurde er wegen problematischen Verhaltens auf sozialen Medien nach mehreren Verwarnungen als Vizevorsitzender abgesetzt.